# Aria (album, Asia)
Aria je hudební album skupiny Asia. Vydáno bylo v roce 1994.

## Seznam skladeb
1. "Anytime" - 4:57
2. "Are You Big Enough?" – 4:07
3. "Desire" – 5:20
4. "Summer" – 4:06
5. "Sad Situation" – 3:59
6. "Don't Cut the Wire (Brother)" – 5:20
7. "Feels Like Love" – 4:49
8. "Remembrance Day" – 4:18
9. "Enough's Enough" – 4:37
10. "Military Man" – 4:10
11. "Aria" – 2:27